# Géza (Ungarn)

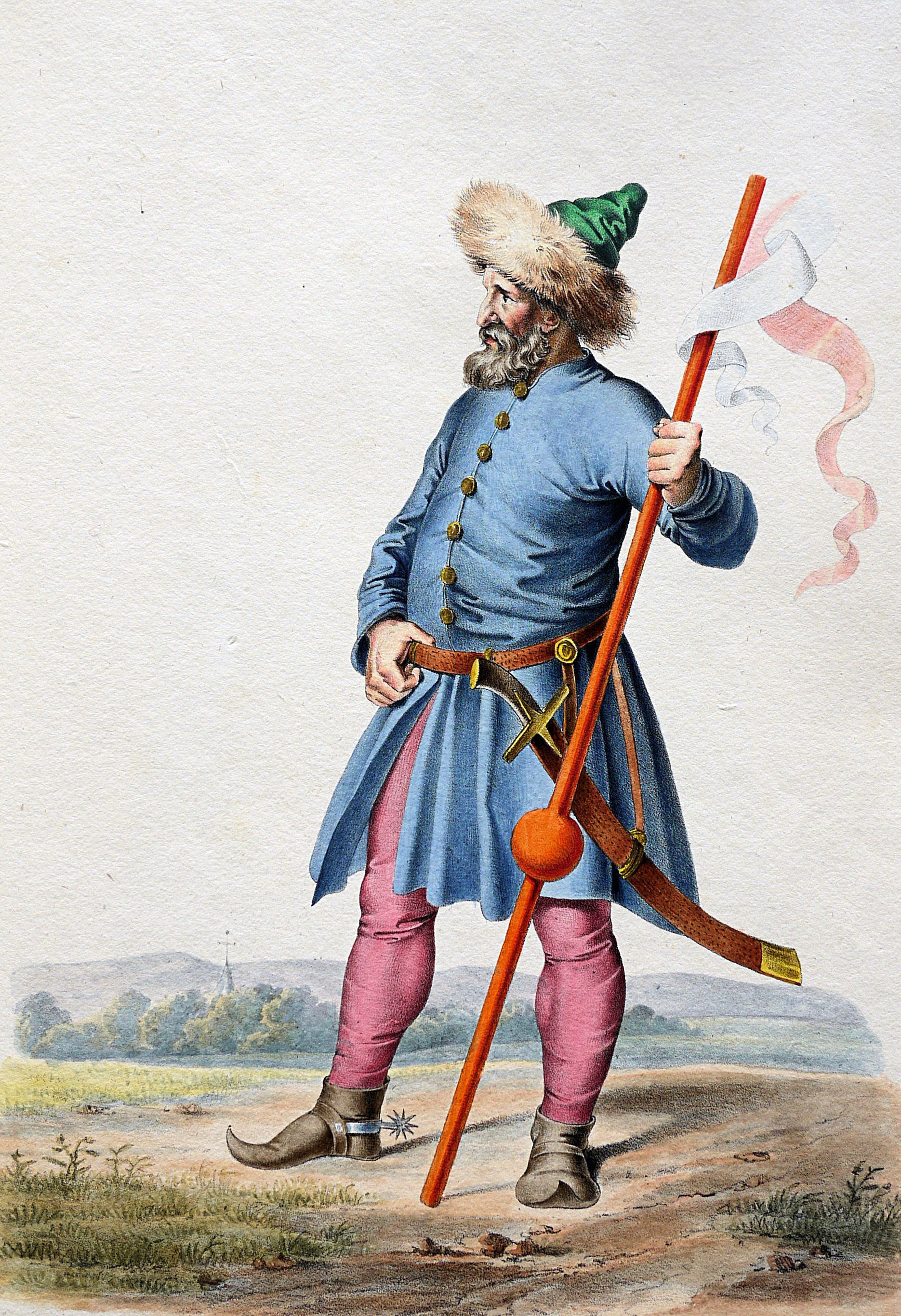
Géza, Lithographie von Josef Kriehuber nach einer Zeichnung von Moritz von Schwind, ca. 1828

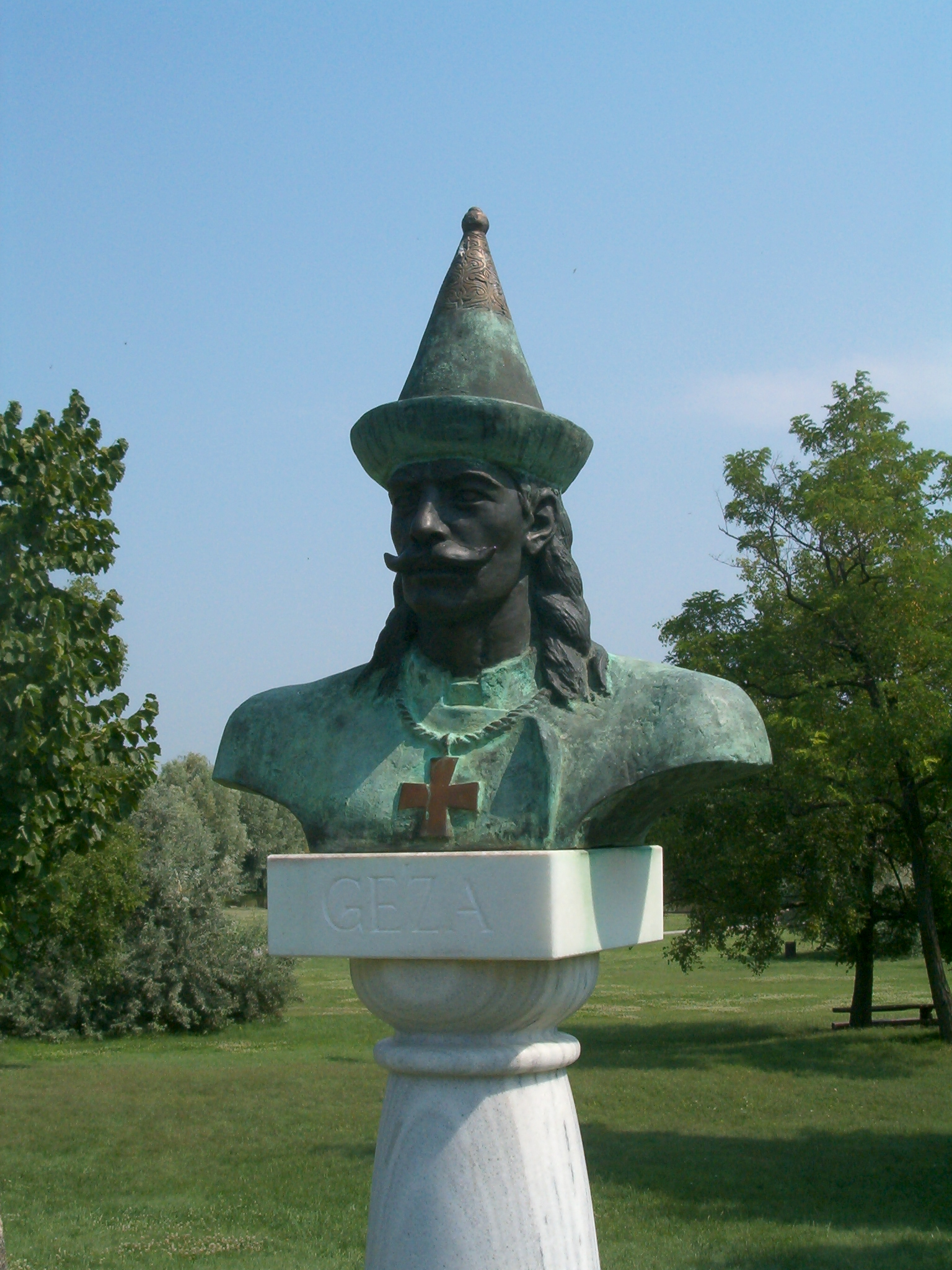
Büste von Géza in Ópusztaszer

Géza (* ca. 945; König ab 971; † 1. Februar 997), Sohn des Großfürsten Taksony (* 931; † 970 oder 973) von Ungarn und Großfürst von Ungarn 971 bis 997 aus dem Geschlecht der Arpaden.

## Leben
Als Thronfolger stand Géza 965 als Heerführer an der Spitze eines ungarischen Kriegszuges, den er gemeinsam mit dem Bulgarenzar Peter gegen Byzanz unternahm. Kurz darauf führte er einen weiteren Feldzug gegen Byzanz, diesmal gemeinsam mit dem Kiewer Fürsten Swjatoslaw I. Als dieser 970 mit einer Niederlage bei Arkadiopolis endete, gaben die Ungarn für lange Zeit ihre Feldzüge in das benachbarte Ausland auf. Gleichzeitig fühlten sie sich aber von Westen bedroht, da 967 die Regentschaft in Bayern geendet und der junge Heinrich „der Zänker“ dort selbst das Fürstenamt übernommen hatte.
Nachdem er 971 zum König erhoben worden war, trieb Géza die unter seinem Vater begonnenen Bemühungen um die Christianisierung Ungarns energisch voran. Kurz nach seinem Regierungsantritt muss er Sarolt (auch Beleknegini) geheiratet haben, die Tochter eines bereits orthodox getauften Adligen. Beim römisch-deutschen Kaiser Otto I. bat Géza um die Stellung von Missionaren. Der Kaiser bestimmte darauf den Sachsen Brun zum Bischof der Ungarn, der schon als Unterhändler bei den Magyaren tätig gewesen war. Seine Berufung hing wohl auch mit den Verhandlungen einer auf dem Hoftag in Quedlinburg erschienenen ungarischen Gesandtschaft zusammen. Im Herbst 975 traf Brun in seinem neuen Zuständigkeitsbereich ein und taufte Géza nach römisch-katholischen Ritus, worauf sich auch ein Großteil des ungarischen Hochadels genötigt sah zum Katholizismus überzutreten. Damit neigte sich Géza endgültig dem Westen Europas zu und versetzte den Bemühungen der Byzantiner im Ringen um die politische Dominanz über die Ungarn den finalen Schlag. Die neue Religion scheint er zwar mit großem Eifer, aber nicht mit restloser Überzeugung in seinem Machtbereich gefördert zu haben. Letztlich erhoffte er sich wohl damit, die Magyaren noch schärfer kontrollieren zu können. Der Chronist Thietmar von Merseburg beschreibt ihn als äußerst grausamen und zügellosen Menschen. Von seiner Gefährtin Sarolt will er gehört haben, dass sie unmäßig trank, auf dem Pferd wie ein Mann ritt und auch schon einmal im Streit einen Untertanen erschlagen habe. Auch bezüglich des Christentums war Géza zu seinem Volk unerbittlich, um so den neuen Glauben unter ihm rasch Respekt zu verschaffen und sich damit auch gleich von seinen früheren Sünden reinzuwaschen. Das hielt ihn aber nicht davon ab, gelegentlich auch noch den alten Göttern ein Opfer darzubringen. Als ihn sein Bischof dafür tadelte, entgegnete er ihm, dass er dafür reich und mächtig genug sei.
Auch was die Konsolidierung der königlichen Machtstrukturen im ungarischen Reiches anging, setzte Géza den bewährten Kurs seines Vaters fort. Er zwang die Sippenvorsteher, seine Vormachtstellung anzuerkennen, beschlagnahmte große Teile ihres Landes und setzte Statthalter in ihren Burgen ein. Darüber hinaus ließ er einen Großteil der Mitglieder der weit verzweigten Arpaden-Familie und die anderer einflussreicher Sippen töten, da sie seinen Zentralisierungsbestrebungen entgegenstanden, und schränkte somit gleichzeitig auch massiv die Macht der Heeresversammlung ein. Zudem schwächte er die ungarische Kriegerelite weiter, indem er ihm treu ergebene fremde Söldner in seine Gefolgschaft aufnahm. Dazu gehörten sowohl Angehörige türkischer Steppenvölker als auch Adlige aus Süddeutschland. Als seine Residenz wählte er die verkehrsmäßig günstig an der Donau gelegene Burg Gran (Esztergom).
Die politische Bindung an das römisch-deutsche Reich festigte Géza kurz vor seinem Tod noch weiter, indem er die Ehe seines Sohnes Stephan I. mit der bayrischen Prinzessin Gisela (995), der Schwester des zukünftigen römisch-deutschen Königs Heinrich II., arrangierte. Damit waren auch die ständigen Auseinandersetzungen mit Bayern beendet, die noch 991 zu Plänkeleien im Wiener Becken geführt hatten. Durch seine eigene zweite Ehe (um 985) und die – allerdings nur kurzzeitige – Ehe einer seiner Töchter mit Boleslaw von Polen wollte Géza auch die polnisch-ungarischen Beziehungen ausbauen, um den Einfluss des Kaisers zu kompensieren.